# جزء مسطح (عين)
الجزء المُسطح أو الجزء الأملس (بالإنجليزية: Pars plana)‏ هو جزء من الجسم الهدبي في عُنيبية العين، وهو صدفي الشكل ويبلغ طوله حوالي 4 ملم، ويقع بالقُرب من نقطة التقاء القزحية مع الصُلبة. قد لا يكون للجزء المُسطح وظيفة في فترة ما بعد الجنين، وهذا يُساعد على كونه مكانًا مُناسبًا للدخول أثناء جراحة العيون للجزء الخلفي.